# Promozione Emilia-Romagna 1980-1981
Nella stagione 1980-1981 la Promozione era sesto livello del calcio italiano (il massimo livello regionale). Qui vi sono le statistiche relative al campionato in Emilia-Romagna.
Il campionato è strutturato in vari gironi all'italiana su base regionale, gestiti dai Comitati Regionali di competenza. Promozioni alla categoria superiore e retrocessioni in quella inferiore non erano sempre omogenee; erano quantificate all'inizio del campionato dal Comitato Regionale secondo le direttive stabilite dalla Lega Nazionale Dilettanti, ma flessibili, in relazione al numero delle società retrocesse dal Campionato Interregionale e perciò, a seconda delle varie situazioni regionali, la fine del campionato poteva avere degli spareggi sia di promozione che di retrocessione.

## Girone A

### Squadre partecipanti
| Squadra                   | Città (provincia)              |
| ------------------------- | ------------------------------ |
| U.S. Alfonsinese          | Alfonsine (RA)                 |
| S.P. Argentana            | Argenta (FE)                   |
| A.C. Bellaria Igea Marina | Bellaria (RN)                  |
| A.S. Cervia               | Cervia (RA)                    |
| U.S. Cesenatico           | Cesenatico (FC)                |
| U.S. Comacchiese          | Comacchio (FE)                 |
| C.A. Faenza Sez.Calcio    | Faenza (RA)                    |
| S.C. Medicina             | Medicina (BO)                  |
| Pol. Portuense            | Portomaggiore (FE)             |
| U.S. Ravenna              | Ravenna (RA)                   |
| Rivazzurra Calcio         | Rivazzurra (RN)                |
| S.S. Sampierana           | San Piero in Bagno (FC)        |
| San Marino Calcio         | Repubblica di San Marino (RSM) |
| A.C. Santa Sofia          | Santa Sofia (Italia) (RN)      |
| A.S. Santarcangiolese     | Santarcangelo di Romagna (RN)  |
| A.C. Voltana              | Voltana (RA)                   |

### Classifica finale
|  | Pos. | Squadra              | Pt | G  | V  | N  | P  | GF | GS | DR  |
|  | ---- | -------------------- | -- | -- | -- | -- | -- | -- | -- | --- |
|  | 1.   | Ravenna              | 47 | 30 | 21 | 5  | 4  | 58 | 15 | +43 |
|  | 2.   | Cesenatico           | 46 | 30 | 19 | 8  | 3  | 40 | 17 | +23 |
|  | 3.   | Argentana            | 42 | 30 | 16 | 10 | 4  | 39 | 17 | +22 |
|  | 4.   | Alfonsine            | 41 | 30 | 16 | 9  | 5  | 35 | 21 | +14 |
|  | 5.   | Faenza               | 35 | 30 | 12 | 11 | 7  | 38 | 31 | +7  |
|  | 6.   | Santarcangiolese     | 32 | 30 | 11 | 10 | 9  | 41 | 28 | +13 |
|  | 7.   | Cervia               | 29 | 30 | 8  | 13 | 9  | 32 | 40 | -8  |
|  | 8.   | Bellaria Igea Marina | 29 | 30 | 8  | 12 | 10 | 34 | 31 | +3  |
|  | 9.   | Voltana              | 28 | 30 | 9  | 10 | 11 | 33 | 35 | -2  |
|  | 10.  | Comacchiese          | 26 | 30 | 8  | 10 | 12 | 25 | 30 | -5  |
|  | 11.  | Sampierana           | 24 | 30 | 5  | 14 | 11 | 24 | 38 | -14 |
|  | 12.  | Medicina             | 24 | 30 | 7  | 10 | 13 | 23 | 42 | -19 |
|  | 13.  | Santa Sofia          | 21 | 30 | 5  | 11 | 14 | 27 | 43 | -16 |
|  | 14.  | San Marino           | 21 | 30 | 4  | 13 | 13 | 20 | 37 | -17 |
|  | 15.  | Rivazzurra           | 21 | 30 | 5  | 11 | 14 | 15 | 34 | -19 |
|  | 16.  | Portuense            | 15 | 30 | 3  | 9  | 18 | 23 | 47 | -24 |

- Cesenatico promosso per ripescaggio.

## Girone B

### Squadre partecipanti
| Squadra                      | Città (provincia)                   |
| ---------------------------- | ----------------------------------- |
| F.C. Athletic Carpi          | Carpi (MO)                          |
| G.S. Bondenese               | Bondeno (FE)                        |
| A.C. Castel San Pietro Terme | Castel San Pietro (BO)              |
| A.C. Correggese              | Correggio (RE)                      |
| A.C. Crevalcore              | Crevalcore (BO)                     |
| F.C. Finale                  | Finale Emilia (MO)                  |
| F.C. Formigine               | Formigine (MO)                      |
| Pol. Molinella               | Molinella (BO)                      |
| Ostiglia F.B.C.              | Ostiglia (MN)                       |
| U.S. San Felice              | San Felice sul Panaro (MO)          |
| F.C. San Lazzaro             | San Lazzaro di Savena (BO)          |
| C.S. Sant’Agostino           | Sant'Agostino (Terre del Reno) (FE) |
| U.S. Sassuolo                | Sassuolo (MO)                       |
| U.S. Vignolese               | Vignola (MO)                        |

### Classifica finale
|  | Pos. | Squadra               | Pt | G  | V  | N  | P  | GF | GS | DR  |
|  | ---- | --------------------- | -- | -- | -- | -- | -- | -- | -- | --- |
|  | 1.   | Sassuolo              | 41 | 26 | 16 | 9  | 1  | 39 | 16 | +23 |
|  | 2.   | San Lazzaro           | 40 | 26 | 17 | 6  | 3  | 35 | 13 | +22 |
|  | 3.   | Molinella             | 32 | 26 | 10 | 12 | 4  | 31 | 21 | +10 |
|  | 4.   | Athletic Carpi        | 32 | 26 | 10 | 12 | 4  | 29 | 21 | +8  |
|  | 5.   | Castel S.Pietro Terme | 25 | 26 | 8  | 9  | 9  | 35 | 25 | +10 |
|  | 6.   | Crevalcore            | 23 | 26 | 9  | 5  | 12 | 32 | 31 | +1  |
|  | 7.   | Finale Emilia         | 23 | 26 | 7  | 9  | 10 | 31 | 33 | -2  |
|  | 8.   | San Felice            | 22 | 26 | 4  | 14 | 8  | 25 | 31 | -6  |
|  | 9.   | Vignolese             | 22 | 26 | 6  | 10 | 10 | 24 | 35 | -11 |
|  | 10.  | Ostiglia              | 21 | 26 | 5  | 11 | 10 | 26 | 31 | -5  |
|  | 11.  | Formigine             | 21 | 26 | 5  | 11 | 10 | 23 | 30 | -7  |
|  | 12.  | Bondenese             | 21 | 26 | 6  | 9  | 11 | 25 | 33 | -8  |
|  | 13.  | Sant'Agostino         | 21 | 26 | 4  | 13 | 9  | 28 | 42 | -14 |
|  | 14.  | Correggese            | 20 | 26 | 7  | 6  | 13 | 24 | 32 | -8  |

## Girone C

### Squadre partecipanti
| Squadra                   | Città (provincia)         |
| ------------------------- | ------------------------- |
| A.S. Audax Medesanese     | Medesano (PR)             |
| U.S. Brescello            | Brescello (RE)            |
| G.S. Combisalso           | Salsomaggiore Terme (PR)  |
| G.S. Felino               | Felino (Italia) (PR)      |
| A.S. Guastalla            | Guastalla (RE)            |
| U.S. Montecavolo          | Montecavolo (RE)          |
| F.C. Novellara Sportiva   | Novellara (RE)            |
| Pol. Pegognaga            | Pegognaga (MN)            |
| U.S. Reggiolo             | Reggiolo (RE)             |
| A.C. Salsomaggiore        | Salsomaggiore Terme (PR)  |
| A.C. San Secondo Parmense | San Secondo Parmense (PR) |
| Sporting F.C.             | Reggio Emilia (RE)        |
| S.C. Suzzara              | Suzzara (MN)              |
| A.S. Termolan Bibbiano    | Bibbiano (RE)             |

### Classifica finale
|  | Pos. | Squadra              | Pt | G  | V  | N  | P  | GF | GS | DR  |
|  | ---- | -------------------- | -- | -- | -- | -- | -- | -- | -- | --- |
|  | 1.   | Suzzara              | 41 | 26 | 16 | 9  | 1  | 39 | 16 | +23 |
|  | 2.   | Sporting             | 38 | 26 | 15 | 8  | 3  | 33 | 9  | +24 |
|  | 3.   | Salsomaggiore        | 33 | 26 | 13 | 7  | 6  | 34 | 20 | +14 |
|  | 4.   | Guastalla            | 32 | 26 | 10 | 12 | 4  | 30 | 16 | +14 |
|  | 5.   | Montecavolo          | 30 | 26 | 8  | 14 | 4  | 32 | 21 | +11 |
|  | 6.   | Brescello            | 29 | 26 | 10 | 9  | 7  | 30 | 22 | +8  |
|  | 7.   | Termolan Bibbiano    | 22 | 26 | 5  | 12 | 9  | 23 | 33 | -10 |
|  | 8.   | Reggiolo             | 21 | 26 | 5  | 11 | 10 | 21 | 30 | -9  |
|  | 9.   | Combisalso           | 21 | 26 | 5  | 11 | 10 | 27 | 34 | -7  |
|  | 10.  | Novellara Sportiva   | 21 | 26 | 6  | 9  | 11 | 21 | 30 | -9  |
|  | 11.  | Pegognaga            | 21 | 26 | 6  | 9  | 11 | 28 | 34 | -6  |
|  | 12.  | Audax Medesanese     | 19 | 26 | 4  | 11 | 11 | 19 | 32 | -13 |
|  | 13.  | San Secondo Parmense | 19 | 26 | 3  | 13 | 10 | 21 | 33 | -12 |
|  | 14.  | Felino               | 17 | 26 | 4  | 9  | 13 | 18 | 46 | -28 |